# 宜蘭隘勇線
宜蘭隘勇線啟於1899年。是台灣日治時期台灣總督府專門圍堵台灣宜蘭山區一帶原住民之防衛線制度。

## 簡介
隘勇的防衛制度乃將原住民居住的山地區域與其附近山腰或平地，做一明顯的界線切割。而利用鐵絲，木牆，哨站所延伸或拓展的防衛線就叫做隘勇線。
宜蘭隘勇線的範圍分布約為：大礁溪－大湖庄－再連圍－天送埤－阿里史－大坡－冬瓜山－糞箕湖－白米甕－南方澳。另外，宜蘭隘勇線配置140名隘勇，目的為了保護附近之平地村落與官署廳舍。